# Tobin Lake
Tobin Lake est une communauté en Saskatchewan au Canada. Elle est située au sud du lac Tobin à la fin de la route 255 (en).

## Démographie
| 2001 | 2006 | 2011 | 2016 |
| ---- | ---- | ---- | ---- |
| 45   | 87   | 90   | 89   |